# جيمي هوفا

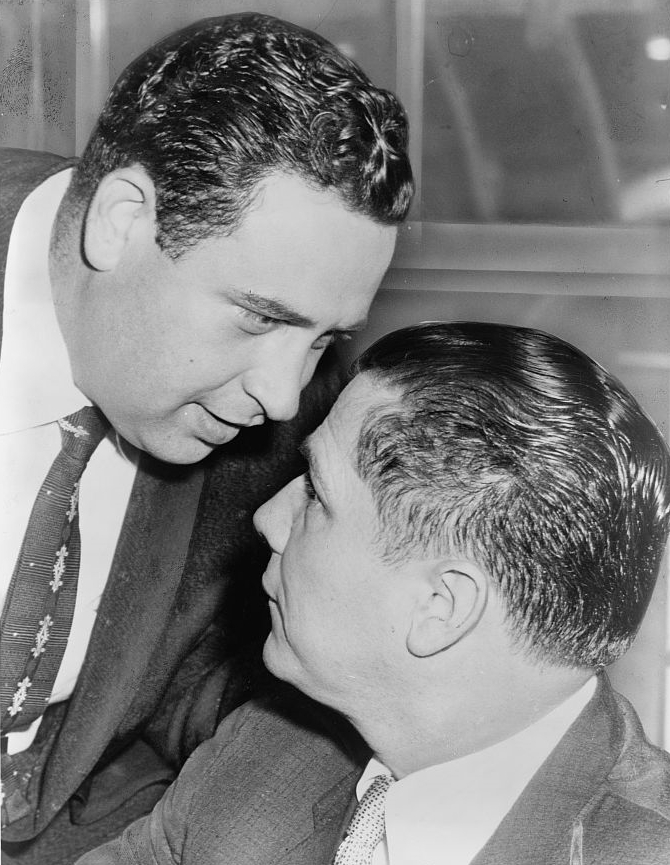
برنارد سبندل يهمس في أذن جيمي هوفا

جيمي أر هوفا سائق وزعيم اتحاد العمال، ورئيس جمعية سائقي الشاحنات سابق في الولايات المتحدة. اختفى في ظروف غامضة عام 1975، ولم يعلم شيء عنه بعدها، حتى أعلن عن وفاته عام 1982. من أشهر الشخصيات التي كتب عنها القصص، وصنع لها العديد من الأفلام في الولايات المتحدة، ولعل من أشهرها فيلم (هوفا) بطولة جاك نيكلسون.

## وصلات خارجية
- جيمي هوفا على موقع IMDb (الإنجليزية)
- جيمي هوفا على موقع الموسوعة البريطانية (الإنجليزية)
- جيمي هوفا على موقع مونزينجر (الألمانية)
- جيمي هوفا على موقع إن إن دي بي (الإنجليزية)
- جيمي هوفا على موقع قاعدة بيانات الفيلم (الإنجليزية)